# 伊丽莎白·德·费多
伊丽莎白·德·费多（法語：。1966年7月28日—）是一位法国历史学家和作家，也是香水方面的专家，主要作品有《香水史诗》（La Grande histoire du parfum）等。